# Автошлях Т 2103
Автошлях Т 2103 — територіальний автомобільний шлях в Україні, Харків — Дергачі — Золочів — пункт контролю Олександрівка. Проходить територією Дергачівського і Золочівського районів Харківської області.
Починається в місті Харків, проходить через місто Дергачі, смт Золочів, село Олександрівка та закінчується на кордоні з Росією.
Загальна довжина — 54 км.